# Sommerbilleder fra Silkeborgegnen
|  | Denne artikel er oprettet af botten PalnaBot ud fra en ekstern database. Den kan derfor have sproglige fejl eller mangler. Denne skabelon kan fjernes efter kontrol af indholdet. |

Sommerbilleder fra Silkeborgegnen er en film med ukendt instruktør.

## Handling
Fra sø nær Silkeborg. Træbro over vandløb. Badeanstalt, drenge hopper i vandet fra badebro. Robåd med voksne. Landskaber omkring Silkeborg. Vandløb. To gamle mænd sliber økse. Markarbejde, kartofler graves op og mand med le slår græs. Kvinde går ombord i robåd og ror bort. Sluse og mindre vandfald. Motorbåd på en af Silkeborgsøerne, Himmelbjerget i baggrunden. idyllisk scene fra å. Natur.